# 카타르 대학교역
카타르 대학교역은 카타르 도하에 위치한 철도역이다.

## 역 주변
- 카타르 대학교